# 神岡大橋駅
神岡大橋駅（かみおかおおはしえき）は、岐阜県飛騨市神岡町釜崎にあった神岡鉄道神岡線の駅。
神岡線の廃線により、2006年（平成18年）に廃駅となった。

## 歴史
国鉄時代には存在していなかった。神岡線が神岡鉄道に承継された1984年（昭和59年）10月1日に、近隣住民の要望等により新たに設置された駅である。神岡線の各駅の中では全通後に新設された唯一の駅ということになる。

### 年表
- 1984年（昭和59年）10月1日：神岡鉄道により開業[1]。
- 2006年（平成18年）12月1日：廃止。

## 駅構造
単式ホーム1面1線を有する地上駅であった。無人駅で駅舎はなく、駅の設備はホームとその上にある待合所のみとなっていた。ホーム上に弁財天の木像をまつった祠が置かれていた。

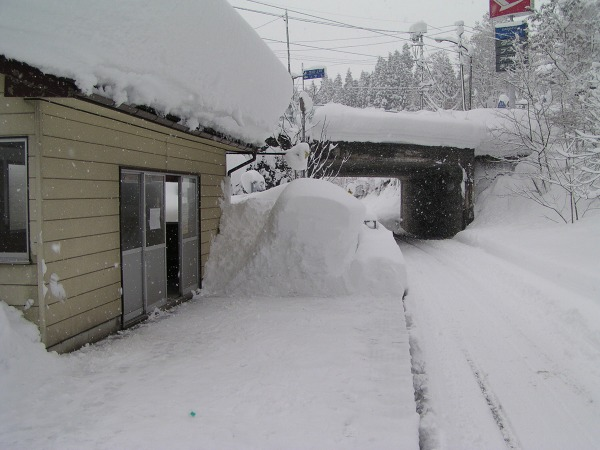
冬の神岡大橋駅（2005年12月）

## 駅周辺
飛騨神岡駅などと同様、神岡の市街地に位置し、周辺には人家が多くあるほか商店なども散見される。旧神岡町の中心部は駅とは高原川の対岸に開けており、駅名の由来となった神岡大橋という赤い橋で連絡している。その他、駅の周辺には藤波八丁（遊歩道）がある。隣の奥飛騨温泉口駅までの沿線に歩道が設けられており、ハイキング感覚で通行することができる。また駅近傍にある公衆トイレの建物はきのこの形をしている。

## 隣の駅
神岡鉄道
神岡線
飛騨神岡駅 - 神岡大橋駅 - 奥飛騨温泉口駅